# Al-Fath ibn Khaqan
Al-Fath Ibn Khaqan (ou Abou Nasr al-Fath ibn Mohammed Ibn Obeid Allah Ibn Khaqan Ibn Abdallah Al-Qaysi al-Ishbili) aussi connu sous le nom d'Ibn Khakan. Mort en 1134, il est un écrivain connu d'Al-Andalus. Al-Qaysi signifie membre de la tribu de Qays ‘Aylān et Al-Isbili: originaire de Séville. Il est l'auteur de Qalaid Al-Iqyan (collier de perles), une biographie des poètes contemporains. Son autre œuvre connue est "mathmah al anfus wa masrah at ta'annus fi mulah ahl al-Andalus". Ses travaux sont écrits en proses rimées, pleins d'expressions métaphoriques et est un excellent exemple de l'apogée de la littérature andalouse.
La vie d'Ibn Khaqan est décrite dans As-sadfi's 'Al-wafi fi-l-wafiyat'.